# جو كوربيت
جو كوربيت (بالإنجليزية: Joe Corbett)‏ هو لاعب كرة قاعدة ومدرب رياضي أمريكي، ولد في 4 ديسمبر 1875 في سان فرانسيسكو في الولايات المتحدة، وتوفي بنفس المكان في 2 مايو 1945.

## وصلات خارجية
- جو كوربيت على موقعبيزبول رفرنس.كوم (الدوري الرئيسي) (الإنجليزية)
- جو كوربيت على موقعبيزبول رفرنس.كوم (الدوري الثانوي) (الإنجليزية)